# Melchior Schwann
Melchior Schwann (?, Haag – 6. září 1757, Olomouc) byl zvonař a dělolijec v Olomouci.

## Život
Pocházel z Haagu v Dolních Rakousích. Byl tovaryšem u olomouckého zvonaře Olause Öberga. Po Öbergerově smrti 1746 nebyli v Olomouci další zvonaři. Schwann po vykonání mistrovských zkoušek v roce 1747 byl přijat za cechovního mistra (7. února 1747). Dne 9. února se stal olomouckým měšťanem. V tomtéž roce se oženil s Alžbětou dcerou olomouckého měšťana Karla Ignáce Kuče. Z jejich manželství vzešlo šest dětí. V roce 1748 koupil dům ve Ztracené ulici.
Schwann zemřel 6. září 1757 v Olomouci. Vdova Alžběta v roce 1758 odkoupila dům a následující rok 1759 se vdala za zvonařského tovaryše Wolfganga Strauba (1730–1784), který pokračoval v lití zvonů.

## Dílo
Seznam zvonů (částečný) podle zdrojů
- 1749 Horní Lhota
- 1750 Staré Oldřůvky
- 1750 Čunín
- 1751 Široká Niva, kostel sv. Martina, průměr 42 cm
- 1751 Hukvaldy
- 1752 Dlouhomilov
- 1754 Tlumačov
- 1755 Dobrá, kostel sv. Jiří
- 1757 Štítná nad Vláří